# سایوز۲۹
سایوز-۲۹ (به روسی: Союз 29)(به معنای اتحاد ۲۹) پنجمین مأموریت سرنشین دار سازمان فضایی شوروی به مقصد ایستگاه فضایی سالیوت۶ و چهارمین اتصال موفقیت‌آمیز به آن بود. این مأموریت همچنین دومین مأموریت بلند مدت برای استقرار انسان در مدار زمین بعد از ثبت رکورد ۹۶ روزه در سایوز۲۶ به حساب می آمد.

به دلیل برنامه ریزی های انجام شده و ماهیت این مأموریت، سایوز۲۹ با مأموریت های سایوز۳۰ و سایوز۳۱ در ارتباط کامل بوده است. بعد از ترک سالیوت۶ توسط فضانوردان سایوز۲۸، این ایستگاه تا رسیدن خدمه جدید به مدت ۳ ماه خالی مانده بود. فضانوردان این مأموریت پس از ورود به ایستگاه توانستند ۱۳۹ روز را به صورت پیوسته در مدار گذرانده و رکورد جدیدی ثبت کنند. در این مدت دو فضاپیمای سایوز حامل انسان و دو فضاپیمای باری پروگرس به سالیوت۶ متصل شده و وظایف خود را به انجام رسانند.

در این مأموریت یک پیاده روی فضایی ۲ ساعته به منظور جمع آوری مواد رها شده بر روی قسمت خارجی سالیوت۶ که توسط خدمه سایوز۲۶ کار گذاشته شده بود به انجام رسید. هدف از این کار مشاهده تاثیر فضا بر روی اجسام مختلف بود. فضانوردان در این پیاده روی فضایی شهاب سنگی را دیدند که از زیر آن ها عبور کرده و باعث نابینایی موقت آن ها شده بود. خدمه سایوز۲۹ برای اولین بار در تاریخ مأموریت های فضایی شوروی توانستند عملیات جداسازی و اتصال درجا را به انجام برسانند. آن ها با فضاپیمای سایوز از ایستگاه سالیوت۶ جدا شده، ۹۰ درجه چرخش کرده و دوباره به آن متصل شدند.

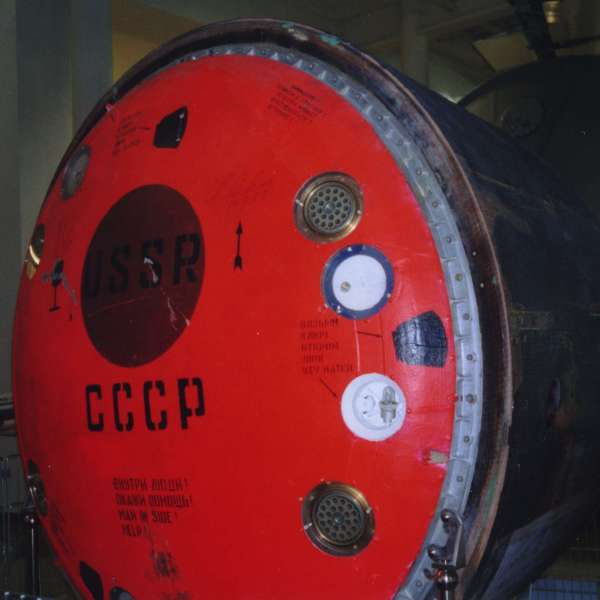
کپسول فرود سایوز۲۹

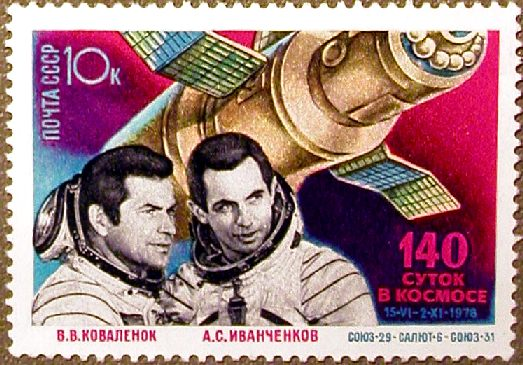
تصویر فضانوردان سایوز۲۹ روی تمبر

## خدمه مأموریت
| شماره | نام                 | ملیت               | تعداد پرواز | نقش عملیاتی | تصویر |
| ۱     | ولادیمیر کوالیونوک  | اتحاد جماهیر شوروی | ۲           | فرمانده     |       |
| ۲     | الکساندر ایوانچنکوف | اتحاد جماهیر شوروی | ۱           | مهندس پرواز |       |